# Brian McLaren
Brian D. McLaren er en prominent, kontroversiel stemme i Emergent Church-bevægelsen og stiftende præst af Cedar Ridge Community Church i Spencerville, Maryland, USA.
Han har skrevet mange bøger om postmoderne kristendom, hvoraf flere også er oversat til dansk. Bl.a. trilogien "Kristen på en ny måde".